# Меркатино Конка
Меркатино Конка (итал. Mercatino Conca) је насеље у Италији у округу Пезаро и Урбино, региону Марке.
Према процени из 2011. у насељу је живело 902 становника. Насеље се налази на надморској висини од 284 м.

## Становништво
| 1936. | 1951. | 1961. | 1971. | 1981. | 1991. | 2001. | 2011. |
| ----- | ----- | ----- | ----- | ----- | ----- | ----- | ----- |
| 1.873 | 1.738 | 1.342 | 1.215 | 1.161 | 1.069 | 1.029 | 1.108 |